# 아놀드 윈스럽 클라프

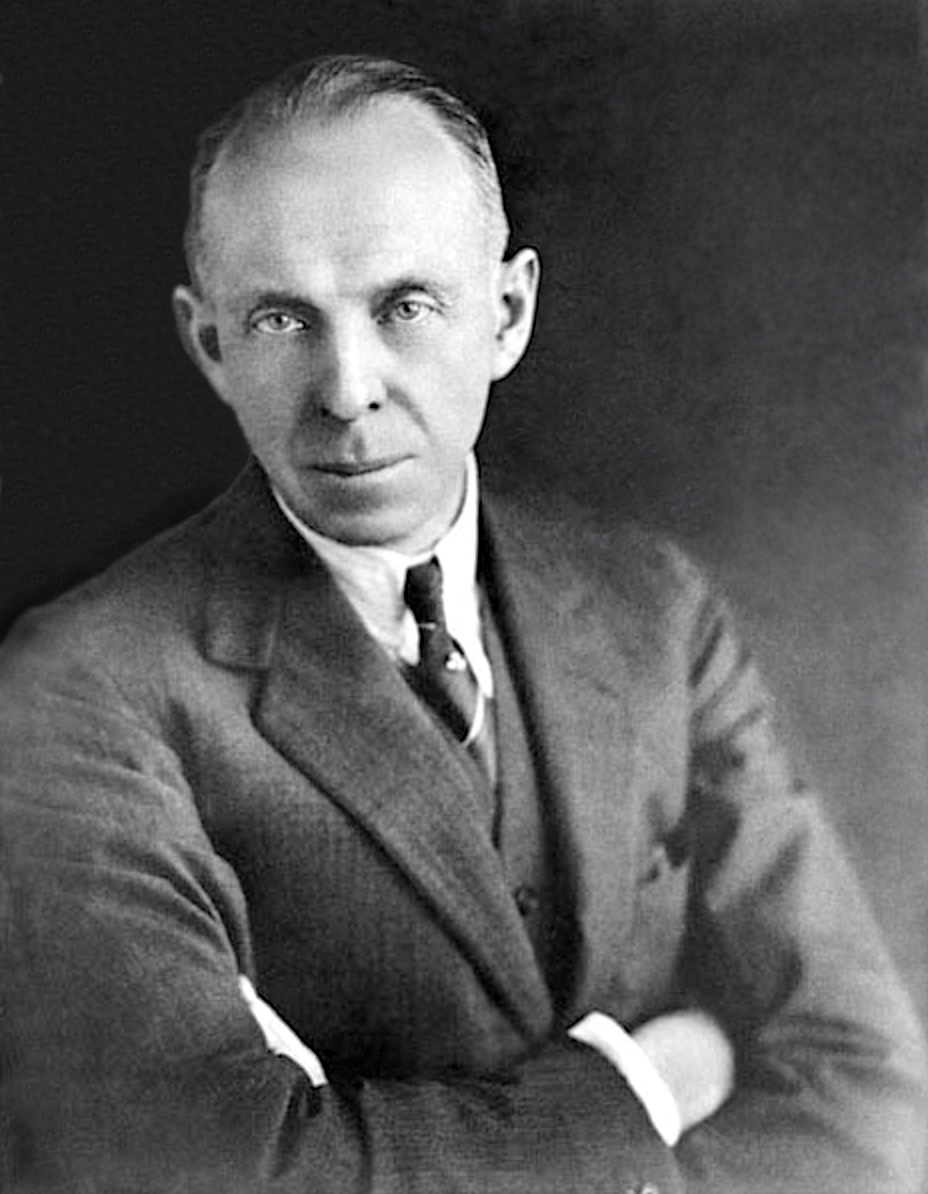

아놀드 윈스럽 클라프(Harold Winthrop Clapp, 1875년 5월 7일 ~ 1952년 10월 21일)는 오스트레일리아의 철도망에 30년 이상 방대한 영향을 준 교통 관리자였다. 철도위원회 의장으로서 약 20년 경력이 있으며 고객 서비스의 집중, 더 강력한 기관차, 공기 조화 처리를 받는 객차, 더 빠른 서비스 등과 함께 빅토리아철도(Victorian Railways)에 큰 혁신을 일으켰다.

## 생애
빅토리아 세인트킬다에서 Cobb & Co의 운전사의 아들로 태어났다. 브라이튼 그래머 스쿨과 멜버른 그래머 스쿨에서 교육을 받았고 오스트랄 오티스(Austral Otis) 엔지니어링에서 수습으로 있다가 나중에 자신의 아버지의 브리즈번 트램웨이(Brisbane Tramway)의 동력을 맡았다.

## 참고 자료
- Lee, Robert (2007). 《The Railways of Victoria 1854–2004》. Melbourne University Publishing Ltd. ISBN 978-0-522-85134-2.